# Дара Секулић
Дара Секулић (Кордунски Љесковац, 29. септембар 1930 — Сарајево, 12. април 2021) била је српска пјесникиња.

## Биографија
Рођена је 1930. године у Кордунском Љесковцу на Кордуну. Године 1942, када је имала дванаест година, усташе су јој спалиле родну кућу. Након погибије њених родитеља, одрастала је по различитим дјечјим домовима и интернатима.
| „              | И поред свих крвавих аљина, Крајина је њежна и племенита, као и њени пјесници и њена дјеца. Ја сам дијете Крајине. | ” |
| — Дара Секулић | |   |

Гимназију је започела у Рујевцу на Банији, а наставила у Италији, Сплиту, Карловцу, Загребу и Сиску. У Сарајево је доселила 1953. године, и завршила Вишу школу за социјалне раднике. У Сарајеву је живјела до 1992. године, када са четворо унучади одлази у избјеглиштво у Српско Сарајево, данас Источно Сарајево. Члан је Српског интелектуалног форума Источно Сарајево. Њене пјесме су заступљене у многим антологијама српске поезије, а преведене су и на друге језике.
| „              | Ја сам се осврнула на Скендерово стваралаштво, јер сам жељела да му захвалим на његовом постојању и његовом припадању патњи српског народа у страшном покољу народа и дјеце Поткозарја, које се завршавало у Јасеновцу, Јастребарском и логорима у Старој Градишци. Скендер је тада написао једну од највећих поема српског језика — `Стојанку мајку Кнежопољку` | ” |
| — Дара Секулић | |   |

Њене песме носе у лексици носе завичајну магму трагизма.

## Наслеђе
Форум Театар Источно Сарајево и Завод за уџбенике и наставна средства Републике Српске из Источног Сарајева су 2005. године направили документарни филм о животу Даре Секулић. Филм је режирао Витомир Митрић, а сценарио за филм је писала Дара Секулић.

## Награде
Дара Секулић је добитник више пјесничких награда:
- Први добитник награде Саво Мркаљ,
- Награда Златна струна за 1972.
- Змајева награда за 1997.
- Награда „Печат вароши сремскокарловачке”, за књигу песама Реч се игра, 2002.
- Награда Српског просвјетног друштва „Просвјета“
- Награда Књижевни сусрети на Козари 2010.
- Награда Кочићево перо за 2009.

## Дела
- Го паук, издавач: Бесједа, Бања Лука
- Одсањани дом
- Грлом у јагоде
- Горак конак
- Блиско било
- Дух пустоши
- Поезија Даре Секулић: Зборник радова, издавач: Матица српска, Нови Сад, (1998)
- Записи о биљу и нама, издавач: Завод за уџбенике и наставна средства Републике Српске, Источно Сарајево, (2005)
- Облик студи, издавач: Завод за уџбенике и наставна средства Републике Српске, Источно Сарајево, (2005)
- Лицем од земљице
- Лицем према сунцу, издавач: Завод за уџбенике и наставна средства Републике Српске, Источно Сарајево, (2004)
- Лицем према сину, издавач: Завод за уџбенике и наставна средства Републике Српске, Источно Сарајево, (2005)
- Реч се игра (пјесме за дјецу), издавач: Завод за уџбенике и наставна средства Републике Српске, Источно Сарајево, (2005)
- Лицем према сунцу, издавач: Завод за уџбенике и наставна средства Републике Српске, Источно Сарајево, (2005)
- Изабрана дјела (пет томова), издавач: Завод за уџбенике и наставна средства Републике Српске, Источно Сарајево, (2005)
- Сретна скитница, издавач: Глас Српске, Бањалука, (2008)
- Брат мој Тесла
- Ни велики ни мали
- Камени кашаљ (2008)